# Nawóz (Ukraina)
Nawóz (ukr. Навіз) – wieś na Ukrainie, w obwodzie wołyńskim, w rejonie rożyszczeńskim.
Pod koniec XIX w. wieś w powiecie łuckim, w gminie Rożyszcze.